# Мбайе, Кеба (судья)
Кеба Мбайе (Kéba Mbaye) (5 августа 1924, Каолак, Сенегал — 11 января 2007, Дакар, Сенегал) — сенегальский адвокат и судья, спортивный деятель.

## Биография
Кеба Мбайе родился 5 августа 1924 года в сенегальском городе Каолаке. В столице Сенегала Дакаре Мбайе учился в университете, где получил диплом юриста.
Работал адвокатом и судьей. Вершиной его профессиональной карьеры на родине стал пост председателя Верховного суда Сенегала.
С 1982 по 1991 годы Мбайе работал судьей в Международном Суде ООН в Гааге, а с 1987 по 1991 годы являлся вице-президентом этого суда.
С 1973 по 2007 годы — член Международного олимпийского комитета, где дважды (1988—1992 и 1998—2002) работал в качестве вице-президента МОК.
По поручению президента МОК Хуан Антонио Самаранча Кеба Мбайе начал разрабатывать проект Спортивного арбитражного суда (CAS).
В 1983 году проект был готов и МОК принял решение о создании суда. В 1984 году был утверждён его устав. Мбайе стал первым президентом этого суда и оставался на этом посту вплоть до своей смерти в 2007 году.
Также с 1999 года работал в качестве председателя Комиссии по этике МОК. Принимал активное участие в работе и в других комиссиях МОК.
Кеба Мбайе написал несколько научных трудов по правовой проблематике на африканском континенте.
У Мбайе и его супруги Мариетт Диарры было 8 детей.

## Труды Мбайе
- «Les réalités du monde noir et les Droits de l’Homme» (Realities of the Black World and Human Rights)
- «Les droits de l’Homme en Afrique» (Human Rights in Africa)
- «le CIO et l’Afrique du Sud — Analyse et illustration d’une politique sportive humaniste» (The IOC and South Africa — Analysis and Illustration of a Humanist Sports Policy).